# ふるさと絶唱
「ふるさと絶唱」（ふるさとぜっしょう）は、1982年にリリースされた三橋美智也のスタジオ・アルバム。

## 解説
- 新曲を含めた全12曲が収録されており、こういった形では本人最後のオリジナルアルバムである。

- 第1面に収録されている「霧笛」は1983年にシングルカットされている。

## 収録曲

### 第1面
1. 津軽涙唄
  - 作詞:矢野亮／作曲:船村徹／編曲:丸山雅仁
2. 冬の花火
  - 作詞:横井弘／作曲:鎌多俊与／編曲:丸山雅仁
3. 流しギターの独り言
  - 作詞:矢野亮／作曲:三橋美智也／編曲:高田弘
4. 霧笛
  - 作詞:横井弘／作曲:鎌多俊与／編曲:丸山雅仁
5. あゝ関ヶ原[1]
  - 作詞:横井弘／作曲:桜田誠一／編曲:丸山雅仁
6. 北の別れ唄
  - 作詞:横井弘／作曲:船村徹／編曲:丸山雅仁

### 第2面
1. 越後絶唱
  - 作詞:横井弘／作曲:桜田誠一／編曲:丸山雅仁
2. 父子星
  - 作詞:横井弘／作曲:細川潤一／編曲:白石十四男
3. 風の街
  - 作詞:吉田健美／作曲:三橋美智也／編曲:高田弘
4. みんな達者でね（フジテレビ系アニメ「おじゃまんが山田くん」主題歌。シングルはスターチャイルドレーベルで発売）
  - 作詞:望田市郎／作曲・編曲:川口真
5. いいじゃありませんか（同上）
  - 作詞:望田市郎／作曲・編曲:川口真
6. いいもんだな故郷は（明治製菓「カール」CMソング）
  - 作詞:高杉治朗／作曲・編曲:川口真